# Audyniszki
Audyniszki (niem. Hilpertswerder, do 1938 Audinischken) – wieś w Polsce położona w województwie warmińsko-mazurskim, w powiecie gołdapskim, w gminie Banie Mazurskie.

## Administracja
W latach 1975–1998 miejscowość administracyjnie należała do województwa suwalskiego. Dawniej miejscowość nazywała się Audinischken. W 1939 r. nazwano ją Hilpertswerder. Obecną nazwę nadano w 1951 r.

## Historia
Jest to kolonia powstała w drugiej połowie XVI w. W 1710 r. zmarło w niej 41 osób w wyniku epidemii dżumy. Po II wojnie światowej jedną z tutejszych zagród rozebrano na odbudowę Warszawy.

## Populacja
W 1895 r. w miejscowości było 18 budynków mieszkalnych i 131 mieszkańców. W 1939 r. mieszkały tu 84 osoby. W 1949 r. zasiedlono cztery gospodarstwa. 

## Warunki naturalne
Na południe rozciągają się Audyniskie Góry, których wysokość wynosi 181,6 m n.p.m. Najwyższe wzniesienie znajduje się w środku obszaru. Przy szosie rozciąga się płaskie wzgórze, z wierzchołka którego widać panoramę okolicy.